# Radachów
Radachów – wieś w Polsce położona w województwie lubuskim, w powiecie słubickim, w gminie Ośno Lubuskie.
W latach 1975–1998 miejscowość administracyjnie należała do województwa gorzowskiego.
Miejscowość położona jest przy drodze wojewódzkiej nr 134 Urad – Rzepin – Ośno Lubuskie – Droga krajowa nr 22.

## Zabytki
Do wojewódzkiego rejestru zabytków wpisane są:
- kościół ewangelicki, obecnie rzymskokatolicki filialny pod wezwaniem Wniebowzięcia Najświętszej Maryi Panny, o konstrukcji szachulcowej, zbudowany w 1725 roku jako kościół protestancki. W 1945 roku przejęty przez katolików
- pałac, z początku XIX wieku, przebudowany w 1907 roku.